# Рубеж (Белыничский район)
Рубеж — деревня в составе Запольского сельсовета Белыничского района Могилёвской области Республики Беларусь.

## Географическое положение
Ближайшие населённые пункты: Паньково, Дручаны, Синьково.